# Juste entre nous
Pour plus de détails, voir Fiche technique et Distribution.
Juste entre nous (Neka ostane među nama) est une comédie dramatique slovéno-serbo-franco-croate réalisée par Rajko Grlić et sortie en 2010.

## Synopsis
Le film, qui se déroule à Zagreb, est centré sur deux frères de la classe moyenne, Nikola et Braco (interprétés par Manojlović et Navojec) et sur les vies parallèles qu'ils mènent au milieu d'un réseau de relations complexes avec leurs femmes, leurs maîtresses et leurs enfants. Le film a été décrit par les critiques comme un examen de « la solitude, l'adultère et la vie urbaine », et a été salué pour sa représentation authentique du Zagreb contemporain.

## Fiche technique
- Titre français : Juste entre nous[3]
- Titre original : Neka ostane među nama[4]
- Réalisation : Rajko Grlić
- Scénario : Rajko Grlić, Ante Tomić
- Photographie : Slobodan Trninić (sr)
- Montage : Andrija Zafranović
- Musique : Alfi Kabiljo, Alan Bjelinski
- Décors : Zeljko Luter
- Production : Igor Nola, Zoran Cvijanovic, Milko Josifov, Dunja Klemenc, Vanja Sutlic, Jobst Plog, Roberto Olla
- Société de production : Yodi Movie Craftsman, Studio Maj, Mainframe Production, NP 7, Hrvatska Radio televizija (HRT), Eurimages
- Pays de production :  Croatie -  Serbie -  Slovénie -  France
- Langue originale : serbo-croate
- Format : couleurs - 1,85:1
- Genre : comédie dramatique
- Durée : 87 minutes
- Date de sortie :
  - Slovénie : 9 mars 2010
  - Croatie : 10 mars 2010
  - Serbie : 12 mars 2010
  - France : 24 octobre 2010 (Festival du cinéma méditerranéen de Montpellier) ; 11 mai 2011 (sortie nationale)

## Distribution
- Miki Manojlović - Nikola
- Bojan Navojec (sh) - Braco
- Ksenija Marinković - Marta
- Daria Lorenci - Anamarija
- Nataša Dorčić - Latica
- Nina Ivanišin - Davorka
- Buga Šimić - Maja
- Živko Anočić - Nino
- Krešimir Mikić - Jura